# Falconina taita
Espèce
Falconina taita est une espèce d'araignées aranéomorphes de la famille des Corinnidae.

## Distribution
Cette espèce est endémique du département de Cochabamba en Bolivie,. Elle se rencontre vers Villa Tunari. 

## Description
Le mâle holotype mesure 4,162 mm et la femelle paratype 4,683 mm.

## Systématique et taxinomie
Cette espèce a été décrite par García et Bonaldo en 2023.

## Publication originale
- García & Bonaldo, 2023 : « Taxonomic revision of the soldier spider genus Falconina Brignoli, 1985 (Araneae: Corinnidae: Corinninae). » Zootaxa, no 5343(3), p. 201-242.